# 國際會議場前停留場
國際會議場前停留場（日语：／ Kokusai Kaigijō-mae teiryūjō */?）是位於富山縣富山市大手町，屬於富山地方鐵道富山軌道線（富山都心線）的停留場。車站編號為C23。

## 車站構造
此站為1面1線單式月台的地面車站，站內設有無障礙化的設施。

## 車站周邊
- 富山國際會議場（日语：富山国際会議場）

## 歷史
- 2009年（平成21年）12月23日 - 開業。

## 相鄰車站
富山地方鐵道
富山軌道線（富山都心線）
丸之內（C18） → 國際會議場前（C23） → 大手購物中心（C24）

## 外部鏈接
- 富山地方鉄道株式会社（日語）